# 田中ユウスケ
田中ユウスケ（たなか ゆうすけ、1977年12月24日 - ）は、日本の音楽プロデューサー、作曲家、編曲家。兵庫県出身。血液型O型。agehasprings、株式会社キュー所属。

## 人物
数多のアーティストとの音楽制作に携わるヒットメーカー。代表作はYUKI「JOY」（サウンドプロデュース・編曲）、いきものがかり「じょいふる」「熱情のスペクトラム」（サウンドプロデュース・編曲）、AKB48「ヘビーローテーション」（編曲）、中島美嘉「流れ星」（サウンドプロデュース・作詞・作曲・編曲）、元気ロケッツ「Heavenly Star」（作・編曲）、あいみょん「愛を伝えたいだとか」「君はロックを聴かない」「マリーゴールド」「今夜このまま」「ハルノヒ」（プロデュース・編曲）などがある。特にあいみょんに関しては、メジャー・デビューから現在まで、数多のシングル曲プロデュース・サウンドプロデュースを手がける。
自身もメンバーとして活動するプロジェクト、Q;indiviでもプロデュースの手腕を発揮。資生堂「TSUBAKI」、TOYOTA「Prius a」、GREE「スマホ編 カジュアルゲーム」など、楽曲が起用された企業CMでは多方面から注目を集め、トータルプロデュースを手掛けた派生プロジェクトQ;indivi Starring Rin Oikawaのアルバム「Wedding Celebration」はiTunes総合チャートにて1位を獲得している。

## 来歴
2004年、株式会社キューに設立メンバーとして参加。同社では資生堂、TOYOTA、SONY、ラフォーレ原宿など数多くの企業広告の音楽制作に従事する。
2005年、玉井健二が代表を務めるクリエイター集団「agehasprings」に加入。多数のアーティストとの音楽制作に携わるようになる。
2006年度、アメリカMTV系列「SPIKE TV」にて作編曲を手がけた、元気ロケッツのデビューシングル「Heavenly Star」がVIDEO GAME AWARDSのBEST SONG賞にノミネート。
2011年に設立されたインディペンデント系D.I.Yレーベル「coconoe records」に、レーベルプロデューサーとして参加。パスピエらをはじめとした次世代の新しい才能のリリース・発掘に携わる。
2012年公開の映画『鍵泥棒のメソッド』で初の音楽プロデュースを務める。
2014年全世界公開の長編3DCGアニメーション映画『アップルシード アルファ』に参加。

## 受賞歴
2010年度の日本レコード大賞にて、自身が手掛けたサウンドプロデュース作品が多数収録された、いきものがかり「ハジマリノウタ」が最優秀アルバム賞を受賞。
2014年度の日本レコード大賞にて、自身が手掛けたサウンドプロデュース作品である、いきものがかり「熱情のスペクトラム」が優秀作品賞を受賞。
2019年度の日本レコード大賞にて、自身が手掛けたプロデュース作品が多数収録された、あいみょん「瞬間的シックスセンス」が優秀アルバム賞を受賞。

## 作・編曲、プロデュースした主なアーティスト
- あいみょん
- 足立佳奈
- いきものがかり
- AKB48
- AiRBLUE
- Aimer
- Awesome City Club
- OKAMOTO'S
- 加賀美セイラ
- Q;indivi
- 元気ロケッツ
- 小池徹平
- 倖田來未
- 崎山蒼志
- さくらみこ
- シャリース
- 鈴木みのり
- 菅田将暉
- sumika
- Sexy Zone
- つじあやの
- D-LITE
- DOES
- 土岐麻子
- 中島美嘉
- 二宮和也
- Happiness
- HALCALI
- ポルノグラフィティ
- the peggies
- Micro
- ミズノリズム（バカリズム×水野良樹）
- 山本彩
- MEG
- YUKI
- LUHICA

ほか

## リミックス
- ジェームスブラント
- Sweetbox
- globe
- Every Little Thing
- The Birthday
- クレイジーケンバンド
- 伊藤由奈
- School food punishment
- アルファ

ほか